# Klecska Ernő
Klecska Ernő (Székesfehérvár, 1963. január 5. – Székesfehérvár, 2020. november 25.) mérnök-közgazdász, újságíró, a Fejér Megyei Hírlap volt lapszerkesztője. 2017-től a Fehérvár Kukac hír- és véleményportál főszerkesztője.

## Életpályája
Középfokú tanulmányait 1981-ben fejezte be a székesfehérvári József Attila Gimnáziumban (ma: Ciszterci Szent István Gimnázium). A Kandó Kálmán Műszaki Főiskolán tanult.
2016. március 15-én Szabad Sajtó-díjat kapott.
2016. december 24-én a Fejér Megyei Hírlap nyomtatott kiadásában megjelent Orbán Viktor-interjút ismeretlen tettes meghamisította, olyan szavakat adva Orbán Viktor interjújába, amelyek el sem hangzottak. Klecska Ernő a Facebookon nyilvános posztban az ügyről az alábbit írta: „A további gratulációk elé: felgyújtották a Reichstagot.” 2016. december 27-én egész napos kihallgatásokat követően a Pannon Lapok Társasága felső vezetése döntést hozott az Orbán-interjú meghamisításának ügyében. A Pannon Lapok Társasága azonnali hatállyal felmondott több munkatársának, köztük Klecska Ernőnek is.
Halálát megelőzően koronavírus-világjárvány tombolt, ennek ellenére halálát megelőzően 5 nappal azt jelezte, hogy nem hajlandók letesztelni, holott lázas volt és különböző egyéb COVID-tüneteket produkált. Végül életveszélyes állapotban került kórházba, ahol már nem tudták megmenteni az életét.